# St. Jo (Texas)
St. Jo es una ciudad ubicada en el condado de Montague en el estado estadounidense de Texas. En el Censo de 2010 tenía una población de 1043 habitantes y una densidad poblacional de 374,26 personas por km².

## Geografía
St. Jo se encuentra ubicada en las coordenadas 33°41′42″N 97°31′23″O / 33.69500, -97.52306. Según la Oficina del Censo de los Estados Unidos, St. Jo tiene una superficie total de 2.79 km², de la cual 2.79 km² corresponden a tierra firme y (0%) 0 km² es agua.

## Demografía
Según el censo de 2010, había 1043 personas residiendo en St. Jo. La densidad de población era de 374,26 hab./km². De los 1043 habitantes, St. Jo estaba compuesto por el 90.89% blancos, el 0.1% eran afroamericanos, el 0.96% eran amerindios, el 1.15% eran asiáticos, el 0% eran isleños del Pacífico, el 3.74% eran de otras razas y el 3.16% pertenecían a dos o más razas. Del total de la población el 10.16% eran hispanos o latinos de cualquier raza.